# Operacija Oluja-333
Operacija Oluja-333 (rus. Операция Шторм-333, Operacija Šturm-333) ili Juriš na Tadžibegovu palaču (rus. Штурм дворца Амина, Šturm dvorca Amina) bila je operacija sovjetskih snaga za specijalne namjene iz prosinca 1979. godine kojom je uklonjen Hafizulah Amin s mjesta predsjednika Afganistana.

## Kontekst
Nakon što je afganistanska komunistička partija NDPA učvrstila svoj položaj u Afganistanu, započela je sa serijom radikalnih socijalističkih reformi koje su izazivale revolt kod konzervativnog islamskog stanovništva Afganistana. Unatoč uputama sovjetskog Politbiroa da ne forsiraju reforme, uzimajući u obzir afganistanske tradicije, afganistanska vlada pod tvrdolinijaškim premijerom Hafizulahom Aminom (kojem je uzor bio Staljin), na revolt je odgovorila represijom; kako protiv pobunjenika, tako i protiv suparničke frakcije u NDPA – Parčam, rušivši tako jedinstvo socijalističkih snaga u državi.  Sovjeti su s afganistanskim predsjednikom Tarakijem dogovorili uklanjanje Amina s pozicije moći, no Amin je Tarakija uskoro dao uhititi i smaknuti, što je kod sovjetskog Politbiroa upalilo crveni alarm. Nakon što je KGB-ov pokušaj trovanja Amina propao, KGB se odlučio za vojni udar.

## Operacija
Sovjetski specijalci koji su sudjelovali u akciji, nosili su odore Afganistanske armije. Tadžibegova palača bila je smještena na brdu prema čijem je vrhu u krug vodila cesta, te oko kojeg se prostirao široki otvoreni prostor zbog čega je bio vrlo pogodan za obranu. Prilaze palači s uzvisina su pokrivali bunkeri opremljeni teškim strojnicama DŠK.

### Plan
Prema planu dogovorenom između dvaju zapovjednika grupa, grupa Grom trebala je prići dvorcu po krivudavoj cesti u svojim oklopnim transporterima BTR-60, dok je grupa Zenit trebala prići dvorcu odostraga. Muslimanska bojna, pod čijim je zapovjedništvom bio i vod padobranaca posebno istreniranih za protuoklopnu borbu, imala je zadatak pomoći dvjema grupama KGB-ovaca da se probiju do palače, te zatim utvrditi perimetar radi mogućeg dolaska afganistanskih tenkova, dok KGB-ovci ne očiste rezidenciju.

### Tijek operacije
Učesnik akcije Jakov Semjonov iz SG Zenit, tvrdi da čim su se sovjetski transporteri približili palači, na njih je otvorena vatra iz teških strojnica, zbog čega se njegov transporter nekako uspio približiti podnožju brda na kojem se nalazila rezidencija. Drugi transporter iz grupe, bio je pogođen protuoklopnim sredstvom i uništen, dok je u trećem nekoliko KGB-ovih časnika također bilo ozlijeđeno od eksplozija. Nakon što je nekako stigla do podnožja brda, Semjonova grupa se iskrcala, ali je ponovno bila prikovana vatrom iz teških strojnica koje su branile palaču i granatama koje su Afganistanci bacali odozgo. Tada su po zidovima palače počeli djelovati sovjetski samohodni protuzrakoplovni topovi ZSU-23-4 Šilka, koji su bili raspoređeni okolo, kako bi pritisnuli branitelje. Palači se zatim pod teškom vatrom približila i oslabljena kolona BMP-ova i drugih transportera iz SG Grom, napredujući postepeno se po serpentini, do mjesta iskrcavanja. Nakon iskrcavanja, preživjeli KGB-ovci iz jedne i druge grupe kroz prozore su upali u palaču, gdje su granatama i vatrom iz automatskog oružja čistili prostoriju po prostoriju. Nakon što su se probili na prvi kat, Semjonov tvrdi da je zbog eksplozija i pucnjave začuo ženski krik: „Amin, Amin!”, a kad je njegova grupa ušla u prostoriju iz koje je krik dolazio, ondje je ugledao mrtvog Amina te pokraj njega njegovu ženu i djecu. KGB-ovci su zatim dobili naređenje da se povuku.

## Epilog
Nakon uklanjanja Amina s pozicije predsjednika Afganistana, na njegovo mjesto Sovjeti su postavili Babraka Karmala, dok su se oni sami uvukli u afganistanski građanski rat između marksista i islamista iz kojeg će se u potpunosti izvući tek deset godina kasnije. 